# Edoardo Bennato Tour '79
L'Edoardo Bennato Tour '79 è una tournee del cantautore italiano Edoardo Bennato svoltasi completamente in Svizzera dal 30 novembre all'8 dicembre 1979.

## Storia
Terminate le registrazioni della maggior parte dei brani che furono inseriti nei due album Uffà! Uffà! e Sono solo canzonette, Bennato partì per una tournee in Svizzera.

L'organizzazione dei concerti fu affidata ad Urs Ullmann che appositamente per l'evento creò l'Associazione Edoardo Bennato Tour '79.

Essendo il pubblico dei concerti largamente costituito da liceali ed universitari, Ullmann fece distribuire nelle scuole ed università, i testi delle canzoni sia in italiano che in tedesco, preparando così la platea ai concerti.

## Le tappe del Tour
| Data       | Città      | Luogo          | Note  |
| ---------- | ---------- | -------------- | ----- |
| 30/11/1979 | Berna      | Hotel National | [ 1 ] |
| ?/12/1979  | Briga-Glis |                | [ 1 ] |
| ?/12/1979  | Basilea    |                | [ 1 ] |
| ?/12/1979  | San Gallo  |                | [ 1 ] |
| ?/12/1979  | Ginevra    |                | [ 1 ] |
| ?/12/1979  | Winterthur |                | [ 1 ] |
| ?/12/1979  | Zurigo     |                | [ 1 ] |
| 08/12/1979 | Altdorf    |                | [ 1 ] |